# Erioptera fusculenta
Erioptera fusculenta är en tvåvingeart som beskrevs av Edwards 1938. Erioptera fusculenta ingår i släktet Erioptera och familjen småharkrankar. Arten är reproducerande i Sverige. Inga underarter finns listade i Catalogue of Life.